# Calvi (auteur)
Pour les articles homonymes, voir Vallancien et Calvi (homonymie).
Philippe Vallancien, dit Calvi, est un dessinateur de presse, caricaturiste et illustrateur français né le 3 septembre 1938 à Besançon et mort le 11 avril 2022 à Paris,.

## Biographie
Philippe Vallancien naît le 3 septembre 1938 à Besançon dans une famille de médecins. Après son bac et une année de droit, il entre à l’école supérieure de journalisme de Paris.
Vallancien commence à dessiner dans la presse en 1959 sous le pseudonyme de Clivanel, collaborant à Combat puis à Charivari, au Rire, à Adam et à Télérama En 1961, il part pour le service militaire comme fusilier marin à Bizerte. Libéré en 1963, il reprend son activité de dessinateur dans les mêmes journaux.
Il entre en 1967  au Journal du dimanche et réduit son pseudonyme à Calvi. Il intègre ensuite France-Soir dirigé par Pierre Lazareff, où il crée le personnage d’Astrobald, petit extra-terrestre qui intervient sur les affaires du monde. L’agence I.M.P. distribue ses dessins d’actualité en province (Le Dauphiné libéré, Midi libre, L'Est républicain, Les Dernières Nouvelles d’Alsace, Nice-Matin, Sud  Ouest, la Dépêche du Midi). Il dessine parallèlement pour l’émission de Thierry Le Luron Le Luron du Dimanche ainsi qu’occasionnellement au journal télévisé d’Étienne Mougeotte.
Calvi quitte France-Soir en 1972 et collabore au Monde dans les pages littéraires sous la férule d’André Fontaine.
À la même époque il est appelé au Figaro pour  illustrer les pages politiques. Il y reste 21 ans. En 1981, Louis Pauwels l’appelle pour collaborer au Figaro Magazine, où il réalise de grandes illustrations et illustre la rubrique de Philippe Bouvard. Calvi se met alors à la couleur secondé par sa femme Françoise. Ses dessins sont désormais tous en couleur sauf dans les quotidiens.
Dans les années 1980, Calvi dessine également dans le quotidien économique La Vie financière, dans L'Auto-Journal et continue sa collaboration avec des quotidiens régionaux, ainsi qu’à Valeurs actuelles où il réalise une colonne de dessins politiques jusqu’en 2005.
Il réalise aussi de nombreux croquis d’audience lors de différents procès, notamment ceux de frères Guérini à Paris en 1968 pour France Soir, de Patrick Henry à Troyes en 1977 pour le Figaro, de Klaus Barbie en 1987 à Lyon pour le Figaro et de Maurice Papon en 1998 à Bordeaux pour l’AFP.
En 1988, il reçoit le Grand prix du dessin politique d’Épinal.
En 2004, Calvi propose au président de l’Assemblée nationale Jean-Louis Debré de faire une exposition de dessins politiques à l’Assemblée même. L’exposition « La Caricature entre à l’Assemblée », à laquelle participent également Cabu, Plantu, Pétillon et Wiaz, se tient en janvier et février 2004, et est un succès. Elle est ensuite montrée au château de Versailles.
En 2012, 250 dessins de Calvi sont vendus à l’hôtel Drouot.
De 2015 à 2021, il tient un blog sur Mediapart.
Il meurt chez lui d'un infarctus, le 11 avril 2022, au lendemain de l'élection présidentielle.

## Publications
- Ah quelle année  - (1969) Denoël
- Le Temps des crises - (1975)
- La France S.O.S.ialiste - (1983) éditions Reynaud
- L’Addition - (1985) Le Pré aux Clercs
- Monsieur MITTERRAC- (1986) Olivier Orban
- La Foire du trône - (1988) Albin Michel
- Les Carnets secrets de Marianne - (1988) Albin Michel
- Don Mitterrone, le Parrain - (1988) Olivier Orban
- Le Code de la route (Calvi et Françoise Vallancien) - (1992) Solar
- L’Histoire de France de Clovis à Chirac - (1996) Denoël
- Tout baigne - (1998) Denoël
- La Sarko-attitude (texte de Joseph Messinger) - (2008) Le Rocher
- L’Histoire de France de Clovis à Nicolas Ier - (2008) First édition

### SérieAstrobald(bande dessinée)
- Astrobald Président - (1972) Fleuve noir
- Astrobald  La marée blanche - (1973) Fleuve noir
- Astrobald au club - (1974) Fleuve noir

### Albums publicitaires
- La Folle Histoire de Téfal - (1996)
- Les 60000 ans de Tessier - (1986)